# 1931년 전국동계체육대회 스피드스케이팅 일반부 남자 2000m 계주
1931년 전국동계체육대회 스피드스케이팅 일반부 남자 2000m 계주는 일제강점기 조선 경성부에서 개최된 1931년 전국동계체육대회 스피드스케이팅의 세부 종목이다.

## 경기 결과
| 순위 | 선수                           | 소속 | 조 | 기록   | 비고       |
| ---- | ------------------------------ | ---- | -- | ------ | ---------- |
| 1    | 김수각, 함명순, 문병기, 박응근 | 연광 | A  | 3:31.6 | 대회신기록 |
| 2    | 정진원, 김용구, 최재은, 박건서 | 백구 | B  | 3:34.2 |            |
| 3    | 홍윤식, 김과손, 곽한영, 엄점득 | 정동 | A  | 4:00.0 |            |
| 4    | 이영호, 조병학, 정도상, 이약?  | 경기 | B  | 4:04.6 |            |

## 참고 문헌
- 대한체육회 (1990). 《대한체육회 70년사》.
- 대한체육회 (2011). 《대한체육회 90년사》.
- “제12회 전국동계체육대회 스피드스케이팅 일반부 남자 2000m 계주 결승 경기 결과”. 대한체육회.[깨진 링크(과거 내용 찾기)]
- “第四回全朝鮮(제사회전조선) 氷上競技經過(빙상경기경과)”. 동아일보. 1931년 1월 27일.